# ダム建設の是非
ダム建設の是非（ダムけんせつのぜひ）では、主に日本国内におけるダムの建設に対する賛否に対する内容を詳述する。
ダム建設においては、流域に対する様々な生活的影響・環境への影響、さらには近年日本における公共事業の進め方に対する厳しい視線等もあり、賛否が分かれることが多い。

## ダム事業の損益
日本の河川の歴史は治水と利水の歴史でもある。日本は国土が狭く、河川勾配が欧米の大河川に比べ極端に急勾配である。ゆえに降雨は短期間で海に流出する。このため水害の頻度が高いことは疑いの余地がない。逆に水不足に悩まされることも多々あり、全国各地で古来より水争いによる流血沙汰は昭和初期まで続いていた。これらを解決すべく戦後「河川総合開発事業」によるダム建設が盛んに行われてきた。しかし近年ではこうしたダム事業に対して様々な観点から意見が述べられるようになった。ここではその概略を記す。

### 肯定的視点から
2009年現在日本各地に建設されているダムは財団法人日本ダム協会調査によれば2,892箇所に上る。だが、日本全国のダムの総貯水容量は約222億立方メートルでアメリカ合衆国にあるフーバーダム（コロラド川）1箇所の総貯水容量400億立方メートルの半分でしかない。水が豊富に見えてそうではない現実がある。
近年の地球温暖化の影響により、全世界的に毎年のように集中豪雨と旱魃が局地的に襲っており、国際連合は「水の危機」を発し懸念を示している。日本においても平成16年7月新潟・福島豪雨、平成16年7月福井豪雨、平成20年8月末豪雨を始め毎年のように日本各地で水害が発生、流域住民の生命・財産を脅かしている。福井豪雨において同じ九頭竜川水系でもダムのある真名川とダムのない足羽川で浸水被害が大きく異なった事例もある。一方1994年・2005年の全国的な大渇水は各地で給水制限を引き起こし、特に大河川を持っているにもかかわらず慢性的に降雨量の不安定な四国地方での渇水は深刻となった。1996年に「細川内ダム建設事業」が事実上中止となった那賀川水系では渇水により100億円規模の経済損失が発生し、その後も連年取水制限が行われている。このような不安定な現状の中、治水整備・水資源の確保はより一層重要となり、ダム事業はとりわけ重要であるとの意見は国土交通省や渇水に悩む地方自治体から発せられている。
一方、地球温暖化防止の観点から二酸化炭素排出抑制のために化石燃料からの脱却が叫ばれている中、水力発電の再評価も行われている。原子力発電に対するアレルギーが強い日本において新規の原発建設が困難性を増している中、風力発電・太陽光発電・地熱発電など代替エネルギーの大規模実用化が困難な現状、水力発電への期待は残っている。また、戦前に建設された多くの水力発電ダムはすでに減価償却も完了し、工事費等の債務などを完済しているケースが多い。このようなダムは毎年経常黒字を重ね維持修繕費はその黒字の中から賄われており税金では償却されていない。出力1万キロワット台でも地域の数千世帯分の電力を賄うことが可能で、クリーンかつ経済性に優れた発電法でもある。また揚水発電は夏季の急激な電力消費に即応可能である。こうしたことから治水・利水・エネルギーを総合的に確保できるダム開発に期待する向きも多い。
環境面からは、概して環境破壊の権化として批判される面が大きいダム事業であるが、反面農業用水の取水や天候により特に河川の流況が不安定な夏季において、ダムからの河川維持放流が存在することで常に安定した河川維持流量が確保でき、干ばつによる生物の枯渇を防ぐのに役立つという意見もあり、ダム建設と自然環境変化の因果関係は一概に言えない面がある（詳細はダムと環境を参照）。1997年（平成9年）の河川法改正において河川環境維持が重要な目的に追加されたこともあり、これ以降電力会社管理ダムを含むほぼ全てのダムについて、河川維持放流を義務付けるなど行政の対応も変わりつつある。

### 批判的視点から
ただし、治水目的としてはダムの存在が越流被害を一定以下に抑える効果はあるものの、越流や破堤による被害が大きかった川では堤防の設計が不十分だったのではないかという観点もあり、複合的な要因があることを考慮すると、一概にダムがなかったことだけが洪水被害の原因とは言い切れない面もある。また、近年の集中豪雨ではダムの洪水調節機能が計画を超える大幅な洪水に対応できていない現実もあり、ただし書き操作による洪水調節も目立っている。近年の降雨の傾向が「長期間にわたる穏やかな雨」から数十年に一度と言われる「短時間の激しい降雨」（記録的短時間大雨）に移りつつあり（地球温暖化が原因との見方が強い）、ダム建設以前に降水量の分析をはじめ、全てにわたる治水対策の抜本的見直しを図る方が先ではないかという見方もあって、問題を複雑にしている。渇水対策についても、ダムのある川で渇水が発生し、逆にダムのない川で渇水が発生しないという河川もあるなど、矛盾した事象もある。洪水・渇水は元来気候的問題が絡んでいることから、ダム事業に批判的な専門家は、洪水・渇水対策としてのダム単体の効果を事業者・流域住民双方が依存・強調することに疑問を呈している。
環境面で考えた場合、ダム建設が周辺の自然環境に直接的な悪影響を与えることを原因に反対であるという意見は、天野礼子などダム事業を否定する評論家などの間で未だに根強い。ダムの存在が河川の生態系を遮断し、生物の交流を妨げるのではないかという意見は自然保護団体など数多く見られる他、2003年（平成15年）に奈良県の大滝ダム（紀の川）で発生した地すべり（多くの住民が仮設住宅への移転を余儀なくされている）はダム建設時の斜面対策不備が原因ではないかという、国土問題研究会などの指摘もある。また、水力発電のクリーン面を強調することに対しては、こういった施策がCO2削減に大きく寄与するかという点について、ダム建設に伴う森林喪失で削減効果が相殺される、逆に森林自体の削減効果が過大評価過ぎるなど、様々な議論がある。

## ダムに対する反対運動
ダム建設に対する反対運動は古くから存在していたが、以前は河川開発への重要性が最優先であったため、仮に住民側からも強硬な反対があったとしても最終的には不利な補償内容であったとしても妥協せざるを得ず、公共事業の実施において住民の意思などは省みられなかった。一例として1953年（昭和28年）に完成した岩手県の石淵ダム（胆沢川）があり、事業者である内務省の高圧的・強権的な水没住民への態度と二束三文の補償金支払い、そして完成式典に住民を招かなかった報恩意識の欠如という住民軽視の補償交渉が行われた。この件については1963年（昭和38年）に科学技術庁資源局が発行した『石淵貯水池の水没補償に関する実態調査報告』においても批判されているが、『日本の多目的ダム　1963年版』の石淵ダムの項目では「関係者一同少なからず苦心した」の文言で片付けられている。こうした事業者の姿勢と日本国憲法発布以降における国民の権利意識の向上もあり、次第にダム建設に対する反対運動が活発化していく。
世間にダム反対運動がクローズアップされたのは、1954年（昭和29年）の「田子倉ダム補償事件」からである。これは当時電源開発が只見特定地域総合開発計画の一環として計画していた田子倉ダムに対し、水没住民が激しい反対運動を展開。これを解決すべく大竹作摩福島県知事の斡旋によって当時としては極めて異例な高額の補償金支払いに応じると会社側が発表した事件である。最終的には河川行政を所管する建設省（現・国土交通省）・電力行政を所管する通商産業省（現・経済産業省）等が反発し、結局は当時の相場に応じた補償金支払いで妥結したが、この事件を契機に各地のダム反対運動がこの影響を受け、補償金吊上げを狙って反対運動を激化させるという現象が起こった。その後も事業者は開発優先の姿勢を崩さず、「円満解決」と表現しながらも土地収用法による強制収用等の半ば横暴な手法が行われていたケースもあった。
これに風穴を開けたのが、筑後川水系の松原ダム・下筌ダム建設事業で起こった蜂の巣城紛争である。公共事業と基本的人権の整合性を問うた室原知幸の活動は水源地域対策特別措置法をはじめとして従来、目が向けられなかった水没地域の福利厚生・地域振興を推進する契機となり「住民の同意がない限り、ダム建設は着工されない」という不文律を形成した。漁業権の観点からは強制収用から共生への方向転換がなされ、ノリ養殖に絡む筑後大堰と福岡県・佐賀県の有明海漁業協同組合連合の攻防は、ノリ養殖保護のために筑後川本流のダム連携放流による品質維持という漁連と国の協力態勢構築に繋がった。宮城県気仙沼市に計画されていた新月ダム（大川）は、カキ養殖を生業とする漁業関係者の反対によってダム計画自体が中止されるに至った。さらに北海道の二風谷ダム（沙流川）では、ダム建設に反対する萱野茂らがアイヌ民族の先住性を二風谷ダム建設差し止め訴訟で訴え、札幌地方裁判所の判決でダム建設差し止めは棄却されたが、アイヌ民族の先住性が認められた。ダム建設反対運動が契機となって北海道旧土人保護法が廃止、アイヌ文化振興法が制定され、アイヌにとっては「先住認定」が国によってなされるという歴史的転機がもたらされた。
バブル崩壊と55年体制崩壊後の公共事業見直しの風潮の中、2000年代前半の長野県知事田中康夫による「脱ダム宣言」をはじめ、川辺川ダム反対運動等、ダム建設反対活動の勢いが活気付いた。特に徳島県那賀郡木頭村（現・那賀町）に建設省四国地方建設局が計画していた「細川内ダム」（那賀川）は、当時の木頭村長・藤田恵を中心に村全体がダム建設反対運動を展開。20年以上かけて国・県と対峙した結果、1996年（平成7年）に事業計画を事実上中止に追い込んだ（正式な事業中止は2000年）。これを契機に日本各地のダム事業が相次いで中止となるなど、影響力は大きかった（中止されたダムの詳細については中止したダム事業を参照）。こうしたダム反対運動が日本の河川行政の不備を指摘したのは事実であり、そうした流れは漫然とした公共事業継続による歳出超過を削減するという観点で第1次小泉内閣の『骨太の方針』における公共事業総点検へと繋がり、100箇所以上のダム事業凍結・中止に至った。そして公共事業削減の流れは2009年の民主党政権樹立に至るが、民主党の公約であった八ッ場ダム建設中止の決定は大騒動の後に撤回され、東日本大震災を筆頭とする水害の多発を受けて公共事業復活の流れが台頭していった。
また「尾瀬原ダム計画反対運動」が契機となった日本の自然保護運動は日本自然保護協会の結成や環境影響評価法の制定に至り、大規模公共事業の中止が相次いでなされ「宍道湖・中海干拓事業」の中止や「千歳川放水路建設事業」の中止等に至った。ダム建設も同様で現在は事業者・水源地域・受益者を含む下流関係者の三者による、治水・利水・産業・環境・補償等の総合的な合意が得られることが建設への必須事項となった。住民の意向を軽視し、開発最優先だった高度経済成長期までと比べれば、「住民参加型」という意味では相当改善された。反面、このことがダム建設の長期化を招いたのも事実であり、事業長期化による負担増に耐えられなくなった地方自治体が計画が遅々として進まないダム事業への参加を離脱する動きが首都圏・京阪神において拡大した（長期化しているダムの詳細については日本の長期化ダム事業を参照）。これにより戸倉ダム（片品川）等のダム建設が中止に追い込まれている。
これに加えて、ダムを含む大規模公共事業に絡む行政側と業者間の不透明な関係もダム事業に対する批判を強めた。福島県の木戸ダム（木戸川）における建設業者から県知事関係者への不当なリベートはその後贈収賄事件に発展し、2006年（平成18年）には当時の佐藤栄佐久知事が逮捕されている。また、いわゆる談合がダム事業の中で行われたことも、ダム水門落札に絡む水門業者の談合事件（2006年）など繰り返し発覚している。ただしこれらはダムだけに限ったことではなく、日本の悪しき商慣習に根ざした構造的な問題との指摘があり、「談合決別宣言」を行った裏で談合を繰り返した名古屋市営地下鉄工事談合事件など公共事業全般に及ぶ病理でもある。

### 米国のダム事情
日本のダム反対派に多大な影響を与えたものとして、組織の予算縮小に迫られていたアメリカ合衆国内務省開拓局の長官だったウィリアム・ピアーズにより、1995年に「アメリカではダム建設の時代は終わった」という発言があった。ビアーズは日本弁護士連合会の招聘によって来日した際に上記の趣旨の発言を行った。これが日本のダム反対派の論拠のひとつとなり、今に至るダム否定の流れを形成している。
この講演においてビアーズが述べたのは正確には以下の通りである。
「アメリカではダム建設の時代は終わったという避けがたい結論を得た。最早従来型の大規模な建設プロジェクトを遂行するだけの一般大衆の支援も政治的支援も当てには出来ない。現在遂行されているダム事業は速やかに完成させるが、今後新規の大規模事業が遂行される可能性はほとんどない。」
これが日本で大きな影響を及ぼし、計画中のダムのみならず建設途上のダム事業を中止させるという潮流になっている。
アメリカ国内には「アメリカン・リバース」、「フレンズ・オブ・ジ・アース」、「トラウト・アンリミテッド」という河川自然保護団体があり、ダム撤去に精力的に活動している。この3団体は1999年12月に『Dam Removal Success Story』（ダム撤去成功の物語）という書籍を発行した。これはアメリカ国内におけるダム撤去の統計および具体例を記したものであり、国土交通省もこの書籍を援用しダム反対派へ反論を行っている。この中でアメリカ国内では1999年までに467基のダムが撤去されている。現状ではその多くが国際大ダム会議が定義したハイダムの基準や日本の河川法・河川管理施設等構造令で規定された「ダム」ではなく、堤高15メートル以下の「堰」に分類されたものである。用途も治水・利水というよりは、特に自家発電や観光用としての目的を有するものがほとんどであり、管理主体も民間企業中心である。さらに彼らアメリカのダム反対派は撤去すべきダムの対象について同署のサブタイトルに、『維持管理しても意味のないダムを撤去し、河川をよみがえらせる』とその理念を記している。「フレンズ・オブ・ジ・アース」のジョーン・カントレルは「アメリカではダム撤去は急進的なものではない」と述べている一方で、「（ダム撤去を）全米7万5,000箇所の大ダムに適応すべきとは考えていない。撤去の条件は環境・安全性・経済性の三条件が揃ったときである」とも述べている。また『Dam Removal Success Story』には「堆砂などが及ぼす河川環境への負荷を考慮した場合、無闇にダム撤去を進めるべきではない」とダム撤去に際して注意すべき点があることにも言及している。
現在のアメリカ政府のダム建設に対する考え方であるが、当の内務省開拓局は「（ビアーズ発言は）別にショックを受けるようなことではない」と述べ、予算と環境への負荷、そして大ダム建設が可能な地点の枯渇を考えれば今後は別の水資源開発の方法を模索すべきだとも述べている。その一方で「ダムを造るかと問われれば『造る』と答える」とも答えている。アメリカでなぜダム建設がセーブされたかであるが、一つは国内にある全ダム数が約7万5,000箇所で日本（約2,800箇所）の約30倍、総貯水容量が約6,148億立方メートルと日本（約222億立方メートル）の約300倍に当たり、水資源開発の緊急性を帯びていないこと、整備水準が高いため補修で事足りていること、さらに河川勾配が緩やかなため治水の問題が低いこと、火力発電が主力であること、などが挙げられる。事実、アメリカでは6,786基のダムにおいて改修事業が行われており、撤去ダムの約15倍の数に当たる。またダム建設が全く新規で行われていないかと言えばそうではなく、国際大ダム会議が1999年に行った調査によれば水不足が頻繁に起こるカリフォルニア州において42基のダムが建設中とされている。
アメリカにおけるダム撤去の代表例として日本でも喧伝されたワシントン州エルワ川のエルワーダム、グラインキャニオンダムの場合、1918年の完成直後ダムの一部が破壊し、修繕を行ったものの老朽かも手伝って漏水が続く状況であり、政府が策定したダムの安全基準にも抵触する状態であった。またエルワ川は絶滅危惧種も含むサケの宝庫であったため、生態系への影響も重要な論点であった。そこに水利権更新問題があり、彼らの権利を蹂躙する建築物であるがためにダム建設当時から反対していた先住民がサケ漁業権の復活を求めダムの撤去を主張、環境NGOや学者も生態系保護の観点から同調した。管理していた民間企業は水利権の更新を求め電力行政を管轄する連邦エネルギー省に申請を行ったが、省当局はこれを自然保護とダム安全性の観点から却下。連邦議会の調停もあって1992年にエルワ川環境回復法が制定され、連邦政府が企業に対し補償額2億9,500万ドルを払ってダム撤去が決定した。エルワ川のダム撤去は先述した環境・安全性・経済性の三点でエルワ川の2つのダムが満足する稼働状況にないという背景があり、当事者の合意と全米規模での議論を経て撤去が進められている。また、計画の費用には、撤去後の河川環境のモニタリングも含まれており、アメリカでは河川生態系の回復の行方も注視されている。
日本ではピアーズの発言の影響を受けダム撤去論が台頭し、熊本県の荒瀬ダム（球磨川）や高知県の家地川ダム（四万十川）の撤去要望が高まっている。ダム撤去による河川再生・漁業環境の良化がその目的であるが、関係各方面にその重要性が認知されていないため、行政と住民との間、また流域住民の中でも賛否の声が上がっている。さらに、エルワ川のダム撤去に係る総費用は1億4,200万ドルと予想されており、財政難にあえぎ自然環境保護について理解が浅い日本の地方自治体が捻出できるかは、不透明である。このため荒瀬ダムは撤去が本決まりになりながら財政的な問題から2008年（平成20年）に撤去は一旦白紙となり、2010年2月3日に再度撤去方針が示されるといった状況がある。また、日本でも従来のコンクリートで固めた護岸工事を反省し自然に近い形での河川再生事業を国土交通省や各地方自治体が始めている。例えば魚類遡上促進のために固定堰や床固工の撤去、千歳川や北上大堰（北上川）などで「自然化工法」と呼ばれる護岸工事などである。ただし、こうした工法の成果を確認するためのモニタリングはなされておらず、効果のほどは不明である。

## 各政党の姿勢
ダム事業に対する政党の対応は各政党によってまちまちであり、政党内に所属している議員の中でも姿勢は異なる。概ね政権与党である自由民主党や国土交通大臣が所属する公明党は「推進」、民主党は「否定寄り」、日本共産党と社会民主党は「反対」である。

### 自由民主党
自由民主党は、かつては田中角栄を頂点とした木曜クラブ（田中派）のように建設業界と強い関係を保持した建設族議員が党の中核を占め、かつ『日本列島改造論』の様に総合開発を政権公約にしていたこともあって、ダム事業を強力に推進していた。だが、1990年代以降になると経済不況や財政赤字などの諸事情からその性質は必ずしも維持されず、1996年（平成8年）11月に第2次橋本内閣において建設大臣に就任した亀井静香は持論である「大型公共事業縮小」を政策に反映。宍道湖・中海干拓事業や千歳川放水路建設事業を中止したほか、細川内ダム（徳島県・那賀川）の建設凍結を決定し、後のダム事業中止に道を拓いた。さらに2001年（平成13年）に内閣総理大臣となった小泉純一郎は「聖域なき構造改革」を政権公約に掲げ、計画から十年以上経過しても着工されていないダム事業の中止を決定した。これにより100ヶ所以上のダムが軒並み中止となり、公共事業見直しの総決算となった。なお亀井も小泉も、田中派と熾烈な派閥抗争を繰り広げた清和政策研究会（福田赳夫派）の出身である。2012年の政権奪還後は民主党政権の「コンクリートから人へ」を失策と批判し、また東日本大震災や豪雨災害の頻発などで公共事業推進論が台頭したことを受けて再びダム建設を推進している。

### 民主党系
旧民主党系諸政党は旧政党や支持母体の違いなどから自由民主党以上に意見が広範となっているが、ダム建設に慎重な姿勢を明確にしている議員は少なからずいる。この中にはかつて自由民主党に所属した議員も含まれる（例えば佐藤謙一郎など）。また支持母体である連合も必ずしもダム事業に慎重というわけではなくダム推進の立場を表すこともある。
旧民主党のダム批判はダムに限らず公共事業全体を否定的に見る風潮をとらえたものであり、干拓や高速道路整備等と並ぶ大型公共事業の代表格として（多大な経費と期間を要する）ダム事業が取り沙汰されているという側面もある。旧民主党はそのマニフェストの中で八ッ場ダムと川辺川ダムの中止および計画中のダム全ての即時凍結を掲げるなど、政党としてはダム事業に否定的な姿勢を示していた。
ただし、小沢一郎幹事長の地元にあり、資金管理団体の「陸山会」が深く関わっている胆沢ダムは、凍結から除かれている。

### 日本共産党
日本共産党は「無駄な公共事業ストップ」「社会福祉に重点を」という政策を掲げ、国会議員・都道府県議会議員・市町村議会議員の全てが一切のダム事業に反対している。田中康夫が長野県知事時代に進めていた「脱ダム宣言」にも全面的賛意を示し、各地のダム予定地を視察して問題点の洗い出しを行っている。行政のチェック機能としての共産党のポジションは政権与党である自由民主党も評価しているが、その反面で意見が硬直化しすぎる指摘もある。例えば足羽川ダム（福井県・足羽川）の場合、2004年の福井豪雨による足羽川流域の水害以降地元の建設要望が高まり、福井県をはじめ福井市・坂井市・南越前町などの被災自治体と被災住民、さらにダムによって水没する池田町と町議会・水没住民がダム建設を要望・容認しているにも拘らず、共産党だけ頑なに反対するという状況となっている。同様の例は村井仁長野県知事が「脱・脱ダム宣言」で計画再開に動き出した穴あきダム・「浅川ダム」（浅川）において、自民・公明・民主・社民各党が賛成するのに対して反対を貫いている。ただし、実質穴あきダムと同様であった田中康夫案（河道内遊水地）には反対していない。
また共産党の場合、その多くにおいて具体的なダムの代替案を示さずに反対しているという指摘もある。共産党のダム反対姿勢は戦後に書記長であった徳田球一から連綿と続いているが、徳田の場合は多少異なっていた。徳田は自著である『利根川水系の綜合改革－社会主義建設の礎石』（1952年8月）において建設省が進める利根川上流ダム群計画に「水没地に犠牲を強いる」として反対していた。だが徳田は著書の中で代替案を示し、治水には千葉県我孫子市付近から手賀沼・印旛沼を経由して千葉市花見川区の東京湾に至る「利根川放水路計画」を、利水には利根川・荒川・多摩川を結ぶ大運河計画及び房総半島の各河川を結ぶ運河計画を提案した。建設省や水資源開発公団（現：独立行政法人水資源機構）は後に「利根特定地域総合開発計画」で利根川放水路を計画（後に中止）、武蔵水路・朝霞水路を建設して利根川と荒川を結び、さらに荒川・多摩川間を羽村取水堰（多摩川・羽村市）から狭山湖・多摩湖を経て河水を融通して上水道を首都圏に供給している。また房総導水路を千葉県夷隅郡大多喜町まで建設しているが、これらは徳田の構想に近似している。
なお、ダム事業に関わる国土交通省の地方整備局河川部局や水資源機構の労働組合（国土交通省全建設労働組合、水資源機構労働組合）はいずれも日本国家公務員労働組合連合会（国公労連）に加盟しているが、そのナショナルセンターは共産党系の全国労働組合総連合である。
また共産党はレッド・パージ以降の非合法活動期において、小河内ダム（多摩川・東京都）破壊工作を目的とした山村工作隊の展開活動指示（1952年1月-3月）や、田子倉ダム補償事件における水没住民への思想的扇動を行っていたとも言われている。

## 反対運動の問題点

### 極端な反対運動
従来の反対運動とは事業者から有利な補償条件を引き出すことを最終目的にしており、「蜂の巣城紛争」の室原も反対運動と並行して地域活性化策を建設省（当時）と折衝していた。他の水没予定地住民も事業者と折衝を重ね妥結に至るが、ダム建設の必要性は痛感しており断腸の思いを抱きながら「公共の福祉」に殉じたのである。ゆえに生活基盤に直結する流域住民の反対運動は真剣勝負そのものである。
ダム反対運動は、えてしてダム撤去に固執し他者の意見を徹底的に排除する観念的な独善論に陥る傾向があると、ダム推進派から指摘されている。こうした主張は、2003年（平成15年）の「世界水フォーラム」において田中康夫と天野礼子が「脱ダム」についての講演を行った際に会場から「地域事情を勘案しない独善的な論拠」と建設推進の立場に立つ発展途上国の行政担当者らを中心に激しい反発を浴びたように、地元の推進派の理解を得られていない。国土交通省等は川辺川ダム・足羽川ダム・城原川ダム・サンルダム等でダム代替案を提出し、ホームページで公開して広く意見を求めることが多くなってきた。
ただし、途上国ではダムをはじめとする国家的プロジェクトに反対する住民に対し国家が圧力を加えている例もある。特に悲惨な一例としてグアテマラに1983年完成したチショイダムで、建設に反対する住民に対する政府の弾圧は軍を出動させる事態となり、1982年に最大で5000人が犠牲となったとされるリオ・ネグロの大虐殺という惨事に至った。中国では三峡ダム・溪洛渡ダムなど長江の河川開発に関して移転する住民への補償対策が不十分である点が隠蔽されるなど、必ずしも全面的にダム推進にまとまっているとはいえない。

### 地元との意識乖離

#### 切望する地元と反対派の対立
反対運動の今一つの問題点は、反対運動の過熱化に伴い肝心な水没移転住民・流域住民の意識が取り残されて行くことである。反対運動が長期化しダム工事が凍結している間は補償工事・事業も進展することができないため、かえって住民を苦しめることになる。1990年代以降の反対運動は主に地元とは接点が全くない市民団体や活動家が主体であり、地元が容認した事業に反対を唱えてダム事業を遷延化させている。
こうした反対運動に対して断腸の決意で故郷を明け渡し、早期の事業推進を願う水没予定地の住民は「何を今更」と反発している。旧徳山村全村が水没した徳山ダム（揖斐川・岐阜県）では補償交渉に従事した複数の旧徳山村住民代表が「環境問題だけを盾にとってダム反対を訴える部外者は許せない」・「あの手の反対運動ほど早期完成を願う水没住民の感情を逆なでする者はいない」と口を揃え、八ッ場ダムでは利根川下流の市民団体「八ッ場ダム建設をストップさせる会」が2008年に起こしたダム公金支出差し止め訴訟に対して水没住民の間から非難の声が上がっている。川辺川ダムについても2008年9月に開催された五木村民大会でこうした「後出し反対運動」への批判が集中した。
また、水害に苦しむ流域住民の悲願であったダム事業に対して、反対住民と共に、地元と全く関わりがなくかつダム問題の専門家でもないメンバーが反対派に加わり、時には反対派の主導的立場となって、結果的にダム事業が中止に追い込まれるなど、問題を必要以上に複雑化させる弊害が発生している。一方で、補償内容が国税が使われているにも関わらず客観的に見て不適切な場合は反発が出るのは必然である。
代表的な例が淀川で見られる。2005年（平成17年）「淀川水系流域委員会」は淀川水系に計画されている5つのダム事業（大戸川ダム・丹生ダム・余野川ダム・川上ダム・天ヶ瀬ダム再開発）の中止を勧告した。水需要の減少がその中止理由であるが、治水の有効性に関しては具体的に触れられていない。ただし同委員会は行政側が選んだ専門家で構成されており、委員が反対運動に加わっているわけではない。これに対し大戸川ダムや丹生ダム、川上ダム建設で移転した住民が「我らの苦労が報われなくなる」と猛反発、水害に悩まされた流域の一部住民もダム建設促進を要望する等答申と地元意識の乖離が鮮明になった。結果的に余野川ダムは計画中止となったが、大戸川ダム・丹生ダム・川上ダムは治水中心に目的を再検討する事となった。しかしダム反対派の住民らは治水目的のダム建設にも反対する構えを見せており、問題を難しくしている。2008年には橋下徹大阪府知事や嘉田由紀子滋賀県知事など大阪・京都・滋賀・三重の四県知事が大戸川ダム白紙撤回を要求したが、地元大津市はこれに強く反発するなど状況はさらに複雑になっている。ただし天ヶ瀬ダム再開発については京都府は賛成の方向を崩していない。
同様のことは平取ダム（額平川）や川辺川ダム、八ッ場ダムさらには長野県の田中康夫知事（当時）に因る「脱ダム宣言」で中止となった浅川ダムでも見られた。特に浅川ダムについては流域住民のコンセンサスを得ぬまま中止してしまった経緯もあり、長野市や流域住民から批判の声が上がっている。八ッ場ダムでは、民主党が示したダム中止マニフェストに対して、予定地の長野原町・東吾妻町、長野原町観光協会や川原湯温泉組合などの地元のみならず、受益地の石原慎太郎東京都知事をはじめ上田清司埼玉県知事、森田健作千葉県知事、大沢正明群馬県知事が揃って反発している。
一方で、川辺川ダム建設に関連した利水事業をめぐる訴訟において、住民の利水計画同意書や反対意見がダム事業を進めたいとする国側に改竄されていたことが裁判の場で指摘されており、遂にはダム建設に賛成の意思を示していた相良村や推進派の市長が辞任した人吉市が反対に回り、推進派の五木村、八代市、球磨村と対立するなど複雑な様相を呈している。また、推進の立場を取る行政は「地元住民は建設を望んでいる」と主張しているが、新聞社が行った世論調査では建設反対の答えが多いという場合もある。
ダムを建設するにしても取りやめるにしても「地元住民の意見」を集約する難しさを表している。

#### 上流域と下流域の意見相違
また流域住民の意識と一口に言っても、上流域と下流域で大きく異なることも多い。下流域の住民にとっては、川沿い以外の地域であってもダム建設の影響で水源地整備費用の上乗せという形で水道料金が値上げされることも多く、安定的な水道供給の利便性や治水安全度の向上との比較で考えると、常に諸手を挙げて歓迎できるものとは限らない。他方で治水面や、農業用水をはじめとする利水面で直接的な恩恵が多い上流域ではダム事業が積極的に推進されることも多く、上流域と下流域で一つのダム事業に対して正反対の意見が見られることも例外的ではない。
例えば愛媛県における山鳥坂ダム（河辺川）でも見られ、2004年（平成16年）に中予分水事業が中止となり多目的ダムから治水専用ダムに計画が縮小されたが、水没住民を含む上流域の住民はダム建設を促進し、下流の大洲市の市民団体は「一坪トラスト運動」を駆使してダム建設反対を訴えている。また、佐賀県の城原川ダム（城原川）では賛成派の下流域住民と反対派の水没住民・一部の流域住民が鋭く対立。署名運動などを行い意見を訴え、遂には合併で誕生した神埼市市長選挙の争点にもなった。さらに吉野川第十堰の可動堰化問題では、下流の徳島市による住民投票が一方的として、上流の板野町・藍住町などが反発をしている。
このようにダム建設においては地元内の意見調整のみならず、水没地域・上流受益地と下流受益地、川沿いと高台の住民による意見の整合を図るのが年々難しくなっており、こうした事もダム事業長期化の一端を担っている。だが「流域住民の許可がなければダムは造れない」という不文律が確固たるものとなっている現在、意見の集約は賛否いずれにしても欠かせないものとなっている。

##### 滋賀県の例
特にこのような例が顕著に見られるのが滋賀県である。滋賀県では、2006年（平成18年）の滋賀県知事選挙で当選した嘉田由紀子が淀川水系ダムの建設計画凍結・見直しを訴え、県内にある施工中のダム六箇所（丹生、大戸川、永源寺第二、栗栖（後の芹谷）、北川第一、北川第二）を凍結もしくは凍結要望した。この中には国土交通省所管の大戸川、水資源機構所管の丹生、農林水産省所管の永源寺第二ダムがあり、国営事業といえども例外なしとして凍結を強く迫った。これは長野県が国土交通省所管の戸草ダム（三峰川）を脱ダムの対象にしなかったのとは異なり、ダム反対派からは喝采を浴びた。
知事の施政方針に対し下流受益地にあたる山田啓二京都府知事や、桝本頼兼京都市長はこれに理解を示し、凍結に対し賛成の意思を送っている。柿本善也奈良県知事（当時）も淀川水系のダム凍結には肯定的であった。財政が苦しい下流自治体にとっては、自らが恩恵を受けるダムの直接的効果と支出するダム建設費用のバランスに苦慮している。一方ダム建設を予定している河川を流域に持つ上流受益地の大津市・彦根市等の県内主要自治体や、丹生ダム建設を切望していた余呉町などの高時川流域住民が反発し、当初の予定通りの計画遂行を求めた。
知事は当初、財政的理由からもダム建設に否定的な答弁を議会で行ったが、「治水対策の瑕疵（かし）によって1人でも死者が出たら知事を辞任する」とも発言しており、治水に対する並々ならぬ覚悟を示していた。この間に平成18年7月豪雨による長野県の被害もあってか多少柔軟姿勢に転じ、「他に有効な治水対策が無い場合はダム建設もあり得る」として地元との対話を重視する姿勢を見せた。また2007年（平成19年）には従来のダム凍結・見直しの方針はダムを全部否定するものではないとして、凍結を表明した県営ダム三箇所のうち北川第一ダム（北川）や芹谷ダム（芹川）について、治水対策には「有力な案として計画」していく方向となった。
これに対して、マスコミ各社は一斉に「マニフェスト違反」として集中砲火を浴びせた。マスコミの報道については後述する偏向的な報道と指摘する向きもあるが、この政策面の変化については、2007年（平成19年）度予算の採決を控え、県議会で多数派を占める自民党県議やいままでの計画を推進してきた県職員の意向が背後にあった。したがって、知事本人としては後援会の会報では「凍結・見直しのためにも現在計画されているダム関連予算を付ける必要があった」と述べている。2007年での滋賀県議会議員選挙において知事は自身の母体でもある対話でつなごう滋賀の会公認・推薦候補（ダム慎重派・反対派が多い）を応援し、自民党を惨敗に追い込んだ。
その後一時はダム容認に姿勢が傾きかけたが、流域治水対策の進展も踏まえつつ、知事は2007年夏以後は、すべてのダムに関しては慎重姿勢を貫いている。国直轄事業である大戸川ダムに関しても淀川水系全体における判断が必要との下で、京都府知事・大阪府知事とも連携して、国の河川整備計画への意見書を2008年内に提出するとした。さらに、2008年10月には流域治水対策の成果の反映とも想定されるが、滋賀県内の河川の危険度を分類し、また、河川整備に対する予算が近年激減している現状から、芹谷ダムを中止するという方向性が報道されている。

## 日本の長期化ダム事業の一例
ダム事業の実質的着手である「実施計画調査」の開始年から完成年・完成予定年まで25年以上経過している事業、または2020年時点で完成予定の目処が立っていない日本のダム事業を掲載する。
事業進捗の語句解説
実施計画調査
ダムを建設する前に行う様々な基礎的調査。この調査を元にダムの型式・高さ・貯水容量等を最終決定する。
補償交渉
水没する地域住民との補償交渉。環境保護団体や市民団体などダムに反対する第三者との折衝もこの中に入る。
環境調査
環境影響評価法で大規模公共事業に義務付けられた項目。クマタカ・イヌワシ等稀少種の生息状況や建設後の影響を調査。
本体工事準備
水没する道路・橋梁・鉄道の付け替え工事、水没代替地への宅地・公共施設造成といったインフラ整備。これが終わると本体工事が始まる。
本体工事
ダム本体建設前の基礎岩盤掘削およびダム本体の建設。
試験湛水
ダム本体は完成し、試験的に貯水を行って本体の安全性を確認する試験。ダム完成前の最後の関門。
完成
全ての工事が完成し、目的に沿って稼動している状態。
事業検証中
国土交通省によるダム事業再検証の対象となり、事業継続が妥当か検証が進められているダム。
事業再開
国土交通省によるダム事業再検証の対象となり、事業継続が妥当とされ事業が再開したダム。

### 完成ダム
| 水系     | 河川         | ダム           | 型式         | 高さ  | 総貯水容量 | 事業者     | 着工年 | 完成年 | 所要年数 | 備考                     |
| -------- | ------------ | -------------- | ------------ | ----- | ---------- | ---------- | ------ | ------ | -------- | ------------------------ |
| 利根川   | 吾妻川       | 八ッ場ダム     | 重力         | 116.0 | 107,500    | 国土交通省 | 1952   | 2020   | 68年     | 水特法9条指定 事業再検証 |
| 紀の川   | 紀の川       | 大滝ダム       | 重力         | 100.0 | 84,000     | 国土交通省 | 1962   | 2013   | 51年     | 水特法9条指定            |
| 大野川   | 大蘇川       | 大蘇ダム       | ロックフィル | 69.9  | 4,300      | 農林水産省 | 1975   | 2020   | 45年     | [ 注釈 3 ]               |
| 祓川     | 祓川         | 伊良原ダム     | 重力         | 81.3  | 28,700     | 福岡県     | 1974   | 2018   | 43年     | 水特法指定               |
| 北上川   | 長沼         | 長沼ダム       | アース       | 15.3  | 31,800     | 宮城県     | 1971   | 2014   | 43年     | 水特法9条指定            |
| 大分川   | 七瀬川       | ななせダム     | ロックフィル | 91.6  | 24,000     | 国土交通省 | 1978   | 2020   | 42年     | 水特法指定 事業再検証    |
| 賀茂川   | 賀茂川       | 仁賀ダム       | 重力         | 47.0  | 2,710      | 広島県     | 1970   | 2011   | 41年     | 水特法指定               |
| 筑後川   | 巨瀬川       | 藤波ダム       | ロックフィル | 52.0  | 2,950      | 福岡県     | 1970   | 2010   | 40年     |                          |
| 信濃川   | 浅川         | 浅川ダム       | 重力         | 53.0  | 1,100      | 長野県     | 1977   | 2017   | 40年     | 事業再検証               |
| 米代川   | 小又川       | 森吉山ダム     | ロックフィル | 89.9  | 78,100     | 国土交通省 | 1973   | 2012   | 39年     | 水特法9条指定            |
| 嘉瀬川   | 嘉瀬川       | 嘉瀬川ダム     | 重力         | 97.0  | 71,000     | 国土交通省 | 1973   | 2012   | 39年     | 水特法9条指定            |
| 荒川     | 中津川       | 滝沢ダム       | 重力         | 132.0 | 63,000     | 水資源機構 | 1969   | 2008   | 38年     | 水特法指定               |
| 犀川     | 犀川         | 辰巳ダム       | 重力         | 51.0  | 6,000      | 石川県     | 1975   | 2012   | 37年     |                          |
| 木曽川   | 揖斐川       | 徳山ダム       | ロックフィル | 161.0 | 660,000    | 水資源機構 | 1971   | 2008   | 37年     | 水特法9条指定            |
| 神通川   | 荒城川       | 丹生川ダム     | 重力         | 69.5  | 6,200      | 岐阜県     | 1975   | 2012   | 37年     |                          |
| 大聖寺川 | 大聖寺川     | 九谷ダム       | 重力         | 75.8  | 24,900     | 石川県     | 1970   | 2006   | 36年     | 水特法指定               |
| 新湊川   | 石井川       | 石井ダム       | 重力         | 66.2  | 2,200      | 兵庫県     | 1972   | 2008   | 36年     |                          |
| 北川     | 河内川       | 河内川ダム     | 重力         | 77.5  | 8,000      | 福井県     | 1983   | 2019   | 36年     |                          |
| 沼田川   | 沼田川       | 福富ダム       | 重力         | 58.0  | 10,900     | 広島県     | 1975   | 2010   | 35年     | 水特法指定               |
| 那珂川   | 那珂川       | 五ケ山ダム     | 重力         | 102.0 | 40,200     | 福岡県     | 1983   | 2018   | 35年     | 水特法指定 事業再検証    |
| 億首川   | 億首川       | 金武ダム       | 台形CSG      | 39.0  | 8,560      | 国土交通省 | 1978   | 2013   | 35年     | 旧名億首ダム             |
| 石狩川   | 徳富川       | 徳富ダム       | 重力         | 78.4  | 36,000     | 北海道     | 1979   | 2013   | 34年     |                          |
| 大和川   | 岩井川       | 岩井川ダム     | 重力         | 55.0  | 810        | 奈良県     | 1974   | 2008   | 34年     |                          |
| 胎内川   | 胎内川       | 奥胎内ダム     | 重力         | 82.0  | 10,000     | 新潟県     | 1985   | 2019   | 34年     |                          |
| 北上川   | 簗川         | 簗川ダム       | 重力         | 77.2  | 19,100     | 岩手県     | 1987   | 2021   | 34年     | 水特法指定 事業再検証    |
| 益田川   | 益田川       | 益田川ダム     | 重力         | 48.0  | 6,750      | 島根県     | 1973   | 2006   | 33年     |                          |
| 石狩川   | 当別川       | 当別ダム       | 台形CSG      | 52.0  | 74,500     | 北海道     | 1980   | 2012   | 32年     | 水特法9条指定            |
| 厚真川   | 厚真川       | 厚幌ダム       | 台形CSG      | 47.2  | 47,400     | 北海道     | 1986   | 2018   | 32年     | 事業再検証               |
| 吉井川   | 吉井川       | 苫田ダム       | 重力         | 74.0  | 84,100     | 国土交通省 | 1972   | 2004   | 32年     | 水特法9条指定            |
| 江の川   | 上下川       | 灰塚ダム       | 重力         | 50.0  | 52,100     | 国土交通省 | 1974   | 2006   | 32年     | 水特法9条指定            |
| 最上川   | 置賜野川     | 長井ダム       | 重力         | 125.5 | 51,000     | 国土交通省 | 1979   | 2011   | 32年     |                          |
| 荒川     | 吉田川       | 合角ダム       | 重力         | 60.9  | 10,250     | 埼玉県     | 1970   | 2001   | 31年     | 水特法指定               |
| 信濃川   | 和田川       | 広神ダム       | 重力         | 80.5  | 12,400     | 新潟県     | 1979   | 2010   | 31年     |                          |
| 紀の川   | 紀の川       | 紀の川大堰     | 堰           | 7.1   | 2,900      | 国土交通省 | 1978   | 2009   | 31年     |                          |
| 日野川   | 俣野川       | 下蚊屋ダム     | ロックフィル | 55.5  | 3,860      | 農林水産省 | 1970   | 2001   | 31年     |                          |
| 菊池川   | 迫間川       | 竜門ダム       | 複合         | 99.5  | 42,500     | 国土交通省 | 1970   | 2001   | 31年     | 水特法9条指定            |
| 石狩川   | 忠別川       | 忠別ダム       | 複合         | 86.0  | 93,000     | 国土交通省 | 1977   | 2007   | 30年     | 水特法指定               |
| 天塩川   | サンル川     | サンルダム     | 台形CSG      | 46.0  | 57,200     | 国土交通省 | 1988   | 2018   | 30年     | 事業再検証               |
| 北上川   | 胆沢川       | 胆沢ダム       | ロックフィル | 132.0 | 143,000    | 国土交通省 | 1983   | 2013   | 30年     | 水特法指定               |
| 利根川   | 湯西川       | 湯西川ダム     | 重力         | 119.0 | 75,000     | 国土交通省 | 1982   | 2012   | 30年     | 水特法9条指定            |
| 相模川   | 中津川       | 宮ヶ瀬ダム     | 重力         | 156.0 | 193,000    | 国土交通省 | 1971   | 2001   | 30年     | 水特法9条指定            |
| 三面川   | 三面川       | 奥三面ダム     | アーチ       | 116.0 | 125,500    | 新潟県     | 1971   | 2001   | 30年     |                          |
| 芦田川   | 四川         | 四川ダム       | 重力         | 58.9  | 1,650      | 広島県     | 1974   | 2004   | 30年     |                          |
| 四万十川 | 横瀬川       | 横瀬川ダム     | 重力         | 72.1  | 7,300      | 国土交通省 | 1990   | 2020   | 30年     |                          |
| 斜里川   | アタクチャ川 | 緑ダム         | ロックフィル | 73.0  | 7,100      | 農林水産省 | 1974   | 2003   | 29年     |                          |
| 相模川   | 中津川       | 宮ヶ瀬副ダム   | 重力         | 34.5  | 557        | 国土交通省 | 1971   | 2000   | 29年     |                          |
| 大井川   | 大井川       | 長島ダム       | 重力         | 109.0 | 78,000     | 国土交通省 | 1972   | 2001   | 29年     | 水特法指定               |
| 千種川   | 鞍居川       | 金出地ダム     | 重力         | 62.3  | 4,700      | 兵庫県     | 1986   | 2015   | 29年     | 事業再検証               |
| 高梁川   | 三室川       | 三室川ダム     | 重力         | 74.5  | 8,200      | 岡山県     | 1976   | 2005   | 29年     |                          |
| 筑後川   | 赤石川       | 大山ダム       | 重力         | 99.0  | 19,600     | 水資源機構 | 1983   | 2012   | 29年     | 水特法指定               |
| 中島川   | 中島川       | 本河内低部ダム | 重力         | 27.8  | 607        | 長崎県     | 1983   | 2012   | 29年     | ダム再開発事業           |
| 大北川   | 大北川       | 小山ダム       | 重力         | 65.0  | 16,600     | 茨城県     | 1977   | 2005   | 28年     |                          |
| 鹿島川   | 中川         | 中木庭ダム     | 重力         | 69.5  | 6,800      | 佐賀県     | 1978   | 2006   | 28年     |                          |
| 大淀川   | 谷川内川     | 谷川内ダム     | 重力         | 58.5  | 2,170      | 農林水産省 | 1984   | 2012   | 28年     |                          |
| 羽地大川 | 羽地大川     | 羽地ダム       | ロックフィル | 66.5  | 19,800     | 国土交通省 | 1976   | 2004   | 28年     |                          |
| 岩木川   | 岩木川       | 津軽ダム       | 重力         | 97.2  | 140,900    | 国土交通省 | 1988   | 2016   | 28年     | 事業再検証               |
| 庶路川   | 庶路川       | 庶路ダム       | 重力         | 48.9  | 36,500     | 北海道     | 1977   | 2004   | 27年     |                          |
| 新井田川 | 新井田川     | 世増ダム       | 重力         | 52.0  | 36,500     | 青森県     | 1976   | 2003   | 27年     | 水特法指定               |
| 荒川     | 浦山川       | 浦山ダム       | 重力         | 156.0 | 58,000     | 水資源機構 | 1972   | 1999   | 27年     | 水特法指定               |
| 斐伊川   | 神戸川       | 志津見ダム     | 重力         | 81.0  | 50,600     | 国土交通省 | 1983   | 2010   | 27年     | 水特法指定               |
| 高梁川   | 高梁川       | 千屋ダム       | 重力         | 97.5  | 28,000     | 岡山県     | 1971   | 1998   | 27年     |                          |
| 太田川   | 滝山川       | 温井ダム       | アーチ       | 156.0 | 82,000     | 国土交通省 | 1974   | 2001   | 27年     |                          |
| 留萌川   | チバベリ川   | 留萌ダム       | ロックフィル | 42.0  | 23,300     | 国土交通省 | 1984   | 2010   | 26年     |                          |
| 奥入瀬川 | 指久保川     | 指久保ダム     | ロックフィル | 37.8  | 2,922      | 青森県     | 1985   | 2011   | 26年     |                          |
| 阿賀野川 | 宮川         | 新宮川ダム     | 重力         | 69.0  | 10,320     | 農林水産省 | 1978   | 2004   | 26年     | 水特法指定               |
| 黒部川   | 黒部川       | 宇奈月ダム     | 重力         | 97.0  | 24,700     | 国土交通省 | 1974   | 2000   | 26年     |                          |
| 羽茂川   | 羽茂川       | 外山ダム       | 複合         | 46.1  | 2,600      | 農林水産省 | 1986   | 2012   | 26年     |                          |
| 木曽川   | 長良川       | 長良川河口堰   | 堰           | -     | 36,700     | 水資源機構 | 1968   | 1994   | 26年     |                          |
| 淀川     | 名張川       | 比奈知ダム     | 重力         | 70.5  | 20,800     | 水資源機構 | 1972   | 1998   | 26年     |                          |
| 千代川   | 袋川         | 殿ダム         | ロックフィル | 75.0  | 12,400     | 国土交通省 | 1985   | 2011   | 26年     | 水特法指定               |
| 吉野川   | 銅山川       | 富郷ダム       | 重力         | 106.0 | 52,000     | 水資源機構 | 1974   | 2000   | 26年     | 水特法指定               |
| 大淀川   | 大淀川       | 中岳ダム       | ロックフィル | 69.9  | 4,310      | 農林水産省 | 1981   | 2007   | 26年     |                          |
| 大淀川   | 木之川内川   | 木之川内ダム   | ロックフィル | 64.3  | 6,270      | 農林水産省 | 1983   | 2009   | 26年     |                          |
| 浜田川   | 浜田川       | 第二浜田ダム   | 重力         | 97.8  | 14,220     | 島根県     | 1990   | 2016   | 26年     |                          |
| 米代川   | 砂子沢川     | 砂子沢ダム     | 重力         | 78.5  | 8,650      | 秋田県     | 1985   | 2010   | 25年     |                          |
| 阿武隈川 | 大滝根川     | 三春ダム       | 重力         | 65.0  | 42,800     | 国土交通省 | 1972   | 1997   | 25年     | 水特法9条指定            |
| 淀川     | 桂川         | 日吉ダム       | 重力         | 67.4  | 66,000     | 水資源機構 | 1972   | 1997   | 25年     | 水特法9条指定            |
| 斐伊川   | 斐伊川       | 尾原ダム       | 重力         | 90.0  | 60,800     | 国土交通省 | 1987   | 2012   | 25年     | 水特法指定               |
| 大野川   | 稲葉川       | 稲葉ダム       | 重力         | 56.0  | 7,270      | 大分県     | 1985   | 2010   | 25年     |                          |

### 施工ダム
| 水系     | 河川     | ダム             | 型式         | 高さ  | 総貯水容量 | 事業者     | 着工年 | 完成年 | 所要年数 | 進捗状況     | 備考                  |
| -------- | -------- | ---------------- | ------------ | ----- | ---------- | ---------- | ------ | ------ | -------- | ------------ | --------------------- |
| 利根川   | 南摩川   | 南摩ダム         | ロックフィル | 86.5  | 51,000     | 水資源機構 | 1969   | 2025   | 56年     | 本体工事     | 水特法9条指定         |
| 加茂川   | 加茂川   | 鳥羽河内ダム     | 重力         | 48.5  | 4,820      | 三重県     | 1975   | 2028   | 53年     | 本体工事準備 | 事業再検証            |
| 川棚川   | 石木川   | 石木ダム         | 重力         | 55.4  | 5,580      | 長崎県     | 1973   | 2029   | 52年     | 補償交渉     | 水特法指定            |
| 沙流川   | 額平川   | 平取ダム         | 重力         | 56.5  | 52,800     | 国土交通省 | 1973   | 2024   | 51年     | 試験湛水     | 事業再検証            |
| 江の川   | 波積川   | 波積ダム         | 重力         | 55.0  | 3,810      | 島根県     | 1973   | 2024   | 50年     | 試験湛水     | 事業再検証            |
| 錦川     | 錦川     | 平瀬ダム         | 重力         | 73.0  | 29,500     | 山口県     | 1973   | 2023   | 50年     | 試験湛水     | 水特法指定 事業再検証 |
| 鵜川     | 鵜川     | 鵜川ダム         | ロックフィル | 55.0  | 4,700      | 新潟県     | 1975   | 2026   | 49年     | 本体工事     |                       |
| 豊川     | 豊川     | 設楽ダム         | 重力         | 129.0 | 98,000     | 国土交通省 | 1978   | 2034   | 56年     | 本体工事準備 |                       |
| 堤川     | 駒込川   | 駒込ダム         | 重力         | 84.5  | 7,800      | 青森県     | 1983   | 2031   | 48年     | 本体工事準備 | 事業再検証            |
| 淀川     | 安威川   | 安威川ダム       | ロックフィル | 76.5  | 18,000     | 大阪府     | 1976   | 2022   | 46年     | 試験湛水     | 水特法指定 事業再検証 |
| 石狩川   | 幾春別川 | 新桂沢ダム       | 重力         | 75.5  | 147,300    | 国土交通省 | 1985   | 2030   | 45年     | 本体工事準備 | 事業再検証            |
| 石狩川   | 奔別川   | 三笠ぽんべつダム | 台形CSG      | 53.0  | 8,620      | 国土交通省 | 1985   | 2030   | 45年     | 本体工事準備 | 事業再検証            |
| 木曽川   | 亀尾島川 | 内ヶ谷ダム       | 重力         | 81.7  | 11,500     | 岐阜県     | 1979   | 2028   | 44年     | 本体工事     | 事業再検証            |
| 浦上川   | 大井出川 | 浦上ダム         | 重力         | 21.0  | 1,895      | 長崎県     | 1983   | 2026   | 43年     | 本体工事準備 | ダム再開発事業        |
| 九頭竜川 | 部子川   | 足羽川ダム       | 重力         | 96.0  | 28,700     | 国土交通省 | 1983   | 2029   | 43年     | 本体工事     |                       |
| 白川     | 白川     | 立野ダム         | 重力         | 90.0  | 10,100     | 国土交通省 | 1979   | 2023   | 43年     | 試験湛水     |                       |
| 雄物川   | 成瀬川   | 成瀬ダム         | ロックフィル | 113.5 | 78,500     | 国土交通省 | 1983   | 2026   | 43年     | 本体工事     | 事業再検証            |
| 淀川     | 前深瀬川 | 川上ダム         | 重力         | 91.0  | 33,000     | 水資源機構 | 1981   | 2022   | 41年     | 試験湛水     | 水特法指定 事業再検証 |
| 肱川     | 河辺川   | 山鳥坂ダム       | 重力         | 103.0 | 24,900     | 国土交通省 | 1986   | 2032   | 46年     | 本体工事準備 | 水特法指定            |
| 九頭竜川 | 吉野瀬川 | 吉野瀬川ダム     | 重力         | 58.0  | 7,800      | 福井県     | 1986   | 2026   | 39年     | 本体工事     | 水特法指定            |
| 木曽川   | 木曽川   | 新丸山ダム       | 重力         | 122.5 | 146,350    | 国土交通省 | 1980   | 2029   | 39年     | 本体工事     | 水特法指定            |
| 和食川   | 和食川   | 和食ダム         | 重力         | 51.0  | 7,300      | 高知県     | 1992   | 2025   | 32年     | 試験湛水     | 事業再検証            |
| 大野川   | 玉来川   | 玉来ダム         | ロックフィル | 52.0  | 3,950      | 大分県     | 1991   | 2022   | 31年     | 試験湛水     | 事業再検証            |
| 阿武隈川 | 北須川   | 千五沢ダム       | アース       | 43.0  | 13,000     | 福島県     | 1995   | 2024   | 28年     | 試験湛水     | ダム再開発事業        |
| 香東川   | 椛川     | 椛川ダム         | 重力         | 88.5  | 10,560     | 香川県     | 1994   | 2020   | 26年     | 試験湛水     | 水特法指定 事業再検証 |

### 事業検証ダムほか
| 水系   | 河川     | ダム         | 型式         | 高さ | 総貯水容量 | 事業者     | 着工年 | 経過年数 (2020年現在) | 進捗状況   | 備考       |
| ------ | -------- | ------------ | ------------ | ---- | ---------- | ---------- | ------ | --------------------- | ---------- | ---------- |
| 深川川 | 大河内川 | 大河内川ダム | 重力         | 64.0 | 4,330      | 山口県     | 1975   | 45年                  | 事業検証中 |            |
| 淀川   | 大戸川   | 大戸川ダム   | 重力         | 92.5 | 33,600     | 国土交通省 | 1978   | 42年                  | 事業検証中 | 水特法指定 |
| 筑後川 | 城原川   | 城原川ダム   | ロックフィル | 61.0 | 3,500      | 国土交通省 | 1979   | 41年                  | 事業検証中 |            |
| 関川   | 儀明川   | 儀明川ダム   | 重力         | 38.0 | 2,880      | 新潟県     | 1982   | 38年                  | 事業再開   |            |
| 神通川 | 大八賀川 | 大島ダム     | 重力         | 53.1 | 4,720      | 岐阜県     | 1985   | 36年                  | 事業検証中 |            |